# Zaleszczotek książkowy
Zaleszczotek książkowy, zaleszczotek pospolity (Chelifer cancroides) – gatunek drobnego pajęczaka z rodziny Cheliferidae.
OpisMa długość do 2,5-4,5 mm. Kolor całego ciała z wyjątkiem nóg jest ciemnobrązowy, nogi są czerwonawe. Odwłok wyraźnie prążkowany. Nieduże nogogłaszczki zakończone są szczypcami i mają gruczoły jadowe. Wyglądem przypomina małego skorpiona, ale bez odwłoka z kolcem jadowym.
WystępowanieW Polsce jest dość pospolity. Występuje w lasach pod odstającą korą drzew oraz w zabudowaniach, np. pomiędzy książkami (stąd pochodzi jego nazwa gatunkowa – książkowy). Występuje także w ulach, gdzie żywi się roztoczami i drobnymi owadami, np. łowi małe gąsieniczki barciaków.
Tryb życiaJest drapieżnikiem. Poluje głównie na małe owady. Ofiarę nawet większą od siebie paraliżuje jadem, spływającym do jej ciała ze szczypiec.
RozmnażaniePodczas godów zarówno samiec, jak i samica poruszają się tuż obok siebie, wykonując charakterystyczne ruchy tu i z powrotem, nie dotykając się. Samiec przekazuje samicy spermatofor z plemnikami. Samica wkłada go do dróg rodnych. Jaja składa w torbie lęgowej. Młode po wylęgnięciu się z nich przez jakiś czas są jeszcze pod opieką samicy.
Znaczenie dla człowiekaW pszczelarstwie przyczyniają się do tępienia szkodników wewnątrzulowych. Zaleszczotki książkowe żyją również w bibliotekach. Odżywiają się m.in. szkodnikami, które zjadają papier.

## Rozprzestrzenienie
Gatunek kosmopolityczny, podawany ze wszystkich krain zoogeograficznych. W Europie znany jest z Islandii, Hiszpanii, Irlandii, Wielkiej Brytanii, Francji, Belgii, Luksemburgu, Holandii, Niemiec, Szwajcarii, Austrii, Włoch, Danii, Szwecji, Norwegii, Finlandii, Estonii, Łotwy, Polski, Czech, Słowacji, Węgier, Rumunii, Bułgarii, Chorwacji, Bośni i Hercegowiny, Serbii. Albanii, Macedonii Północnej, Grecji i Rosji. W Afryce występuje w Algierii, Egipcie, Etiopii, Ghanie, Kenii, Tanzanii, Demokratycznej Republiki Konga, Malawi i RPA. W Azji notowany był z Syberii, Gruzji, Azerbejdżanu, Izraela, Kazachstanu, Uzbekistanu, Turkmenistanu, Kirgistanu, Afganistanu, Mongolii, Japonii, Indii i Wietnamu. W Ameryce Północnej zamieszkuje Kanadę, Stany Zjednoczone, Meksyk i Kubę, zaś w Południowej stwierdzono jego obecność w Brazylii, Argentynie, Chile. Poza tym znany jest z Nowej Zelandii.